# Funambulus
Funambulus là một chi động vật có vú trong họ Sóc, bộ Gặm nhấm. Chi này được Lesson miêu tả năm 1835. Loài điển hình của chi này là Sciurus indicus Lesson, 1835 (= Sciurus palmarum Linnaeus, 1776).

## Các loài
Chi này gồm các loài:
- Phân chi Funambulus
  - Sóc cọ Layard (Funambulus layardi)
  - Sóc cọ Ấn Độ (Funambulus palmarum)
  - Sóc cọ nâu sẫm (Funambulus sublineatus)
  - Sóc cọ rừng (Funambulus tristriatus)
- Phân chi Prasadsciurus
  - Sóc cọ phương Bắc (Funambulus pennantii)

## Hình ảnh

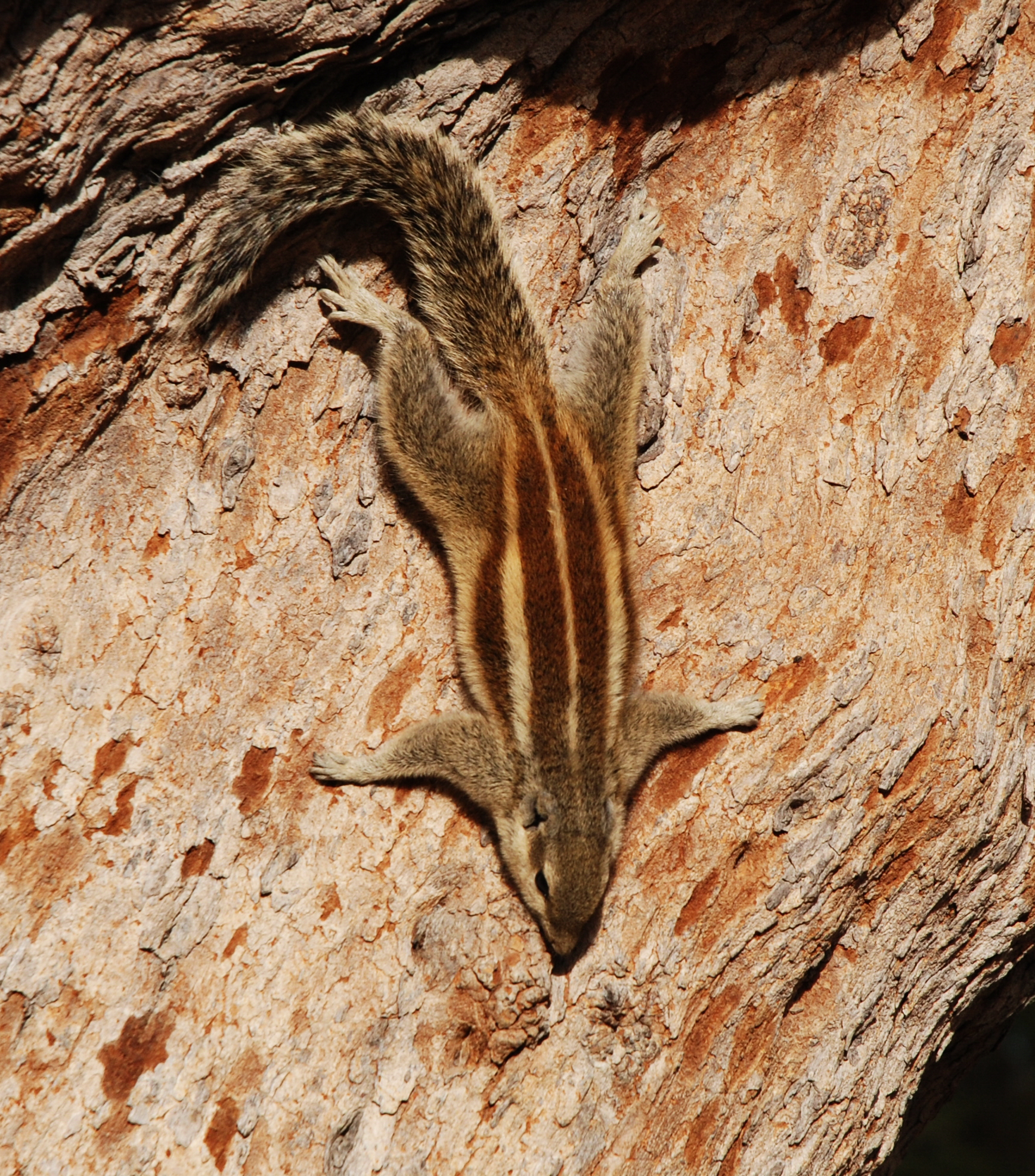
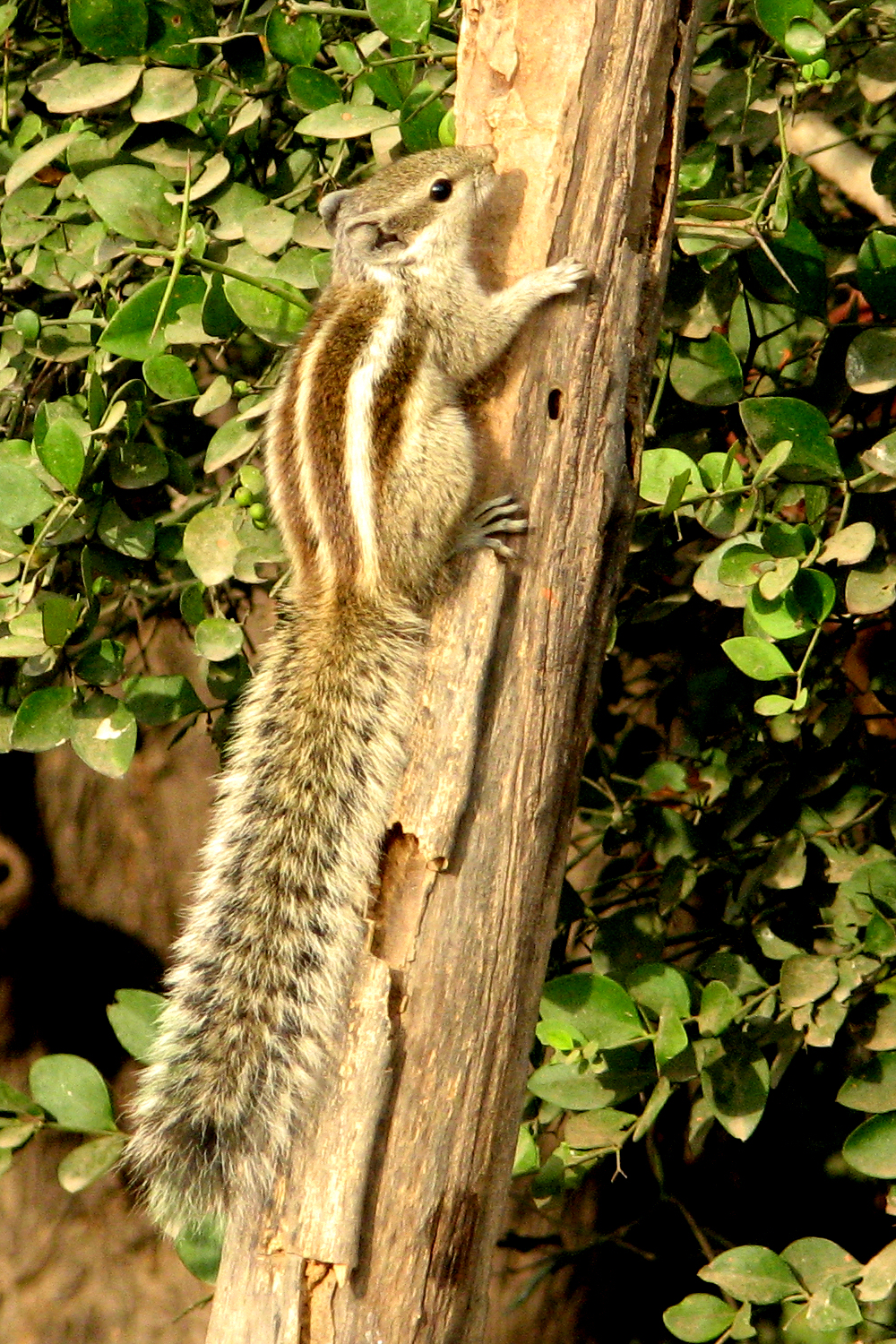
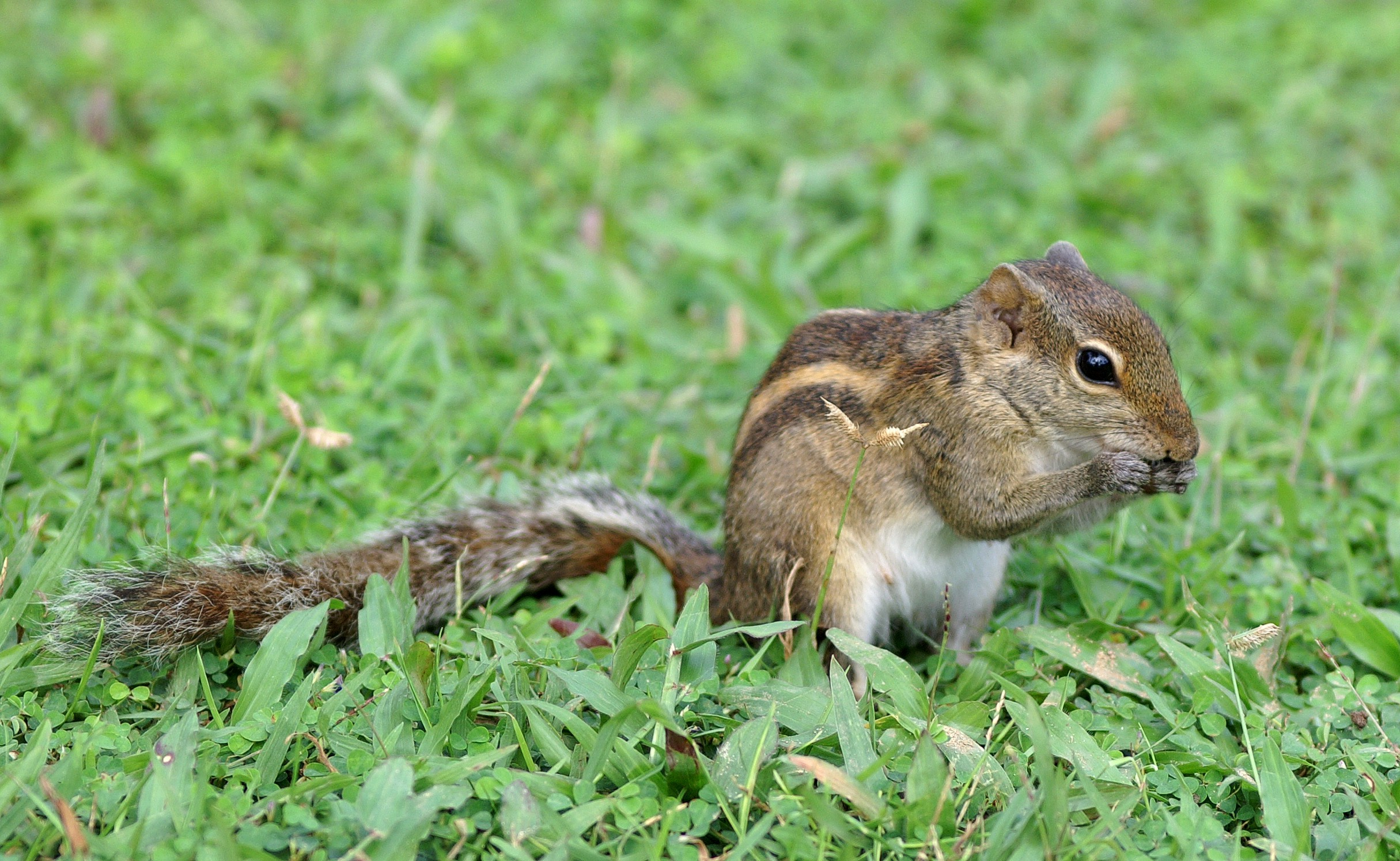
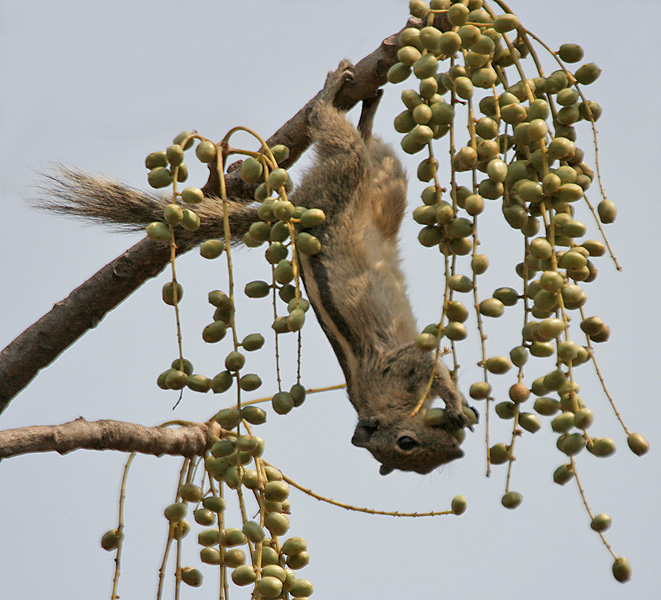